# Werner Augsburger
Werner Augsburger (* 11. Dezember 1958 in Visp, Kanton Wallis) ist ein ehemaliger Schweizer Volleyballspieler und heutiger Sportfunktionär.

## Biographie
Aufgewachsen ist Werner Augsburger als Sohn einer Müllerfamilie in Naters. Als talentierter Sportler kam er über Fussball und Hochsprung mit 15 Jahren zum Volleyball. Nach Abschluss der Sportlehrerausbildung an der Universität Bern bekam er ein Angebot von Leysin VBC (National Liga A). Mit Leysin holte er sechs Mal hintereinander den Meistertitel (1985–1990) und mit einer Ausnahme (1986) auch das Double aus Meisterschaft und Pokal. Zudem war Werner Augsburger in der Volleyballnationalmannschaft aktiv. 1991 beendete er seine Sportkarriere und begann bei Rossignol Schweiz als Verkaufsleiter.
Zwischen 1999 und März 2009 war Werner Augsburger bei Swiss Olympic tätig. Bei den Olympischen Spielen in Athen 2004, Turin 2006 und den Olympischen Spielen in Peking 2008 war er Chef de Mission. Heute wohnt er mit seiner Familie in Schmitten FR. Wie er, spielte auch sein Sohn Christophe erfolgreich Volleyball. Zwischen August 2010 und März 2011 war er Profi Volleyballer und spielte beim Thurgauer Volleyball Club Volley Amriswil in der höchsten Spielklasse der Schweiz. Zudem war er Mitglied der Schweizer Volleyball Nationalmannschaft. Nach Operationen an beiden Hüftgelenken musste Christophe Augsburger seine Karriere beenden.
Seit 1. Januar 2010 ist Augsburger Direktor der schweizerischen Eishockey-Nationalliga.
Am 13. April 2011 wurde er zum Sportdirektor der Olympischen Winterspiele 2014 in Sotschi ab dem 1. September 2011 berufen. Am 5. Januar 2012 legte er sein Amt als Sportdirektor der Olympischen Winterspiele 2014 in Sotschi nieder.